# Онса-ди-Питанги
Онса-ди-Питанги (порт. Onça de Pitangui) — муниципалитет в Бразилии, входит в штат Минас-Жерайс. Составная часть мезорегиона Агломерация Белу-Оризонти. Входит в экономико-статистический микрорегион Пара-ди-Минас. Население составляет 2958 человек на 2006 год. Занимает площадь 247,052 км². Плотность населения — 12,0 чел./км².

## История
Город основан 30 декабря 1962 года. 

## Статистика
- Валовой внутренний продукт на 2003 год составляет 19 156 490,00 реалов (данные: Бразильский институт географии и статистики).
- Валовой внутренний продукт на душу населения на 2003 год составляет 6450,00 реалов (данные: Бразильский институт географии и статистики).
- Индекс развития человеческого потенциала на 2000 год составляет 0,758 (данные: Программа развития ООН).